# 櫛部武俊
櫛部 武俊（くしべ たけとし、1951年 - ）は、日本の社会運動家。元釧路市職員（ケースワーカー）。釧路社会的企業創造協議会副代表。

## 略歴・人物
北海道富良野市出身。北星学園大学文学部社会福祉学科卒業。1975年に釧路市職員に採用される。当初障害児施設に勤務。1988年より保護課に異動。以後、生活保護を受け持つ業務を担当する。1990年代以降、釧路市では産業構造の変化に伴い、生活保護世帯数が増加した。その状況下で、2004年より厚生労働省による生活保護者自立支援プログラムのモデル事業を釧路市で実施することとなり、生活福祉事務所主幹としてこれに携わった。櫛部は「親や子どもの自助努力に問題を転嫁させないアプローチの創造が必要であることを学んだ」と述べている。この釧路市の取り組みは全国的な注目を集め、櫛部はその中心的な役割を担った人物と認識されることになった。2011年に釧路市を定年退職後は一般社団法人の釧路社会的企業創造協議会の副代表に就任。その一方で、「生活保護の専門家」として朝日新聞や北海道新聞・NHKテレビ『視点・論点』・毎日新聞等のメディアにコメント・寄稿をおこない、厚生労働省の「生活保護受給者の社会的な居場所づくりと新しい公共に関する研究会」委員（2010年）や「生活困窮者の生活支援の在り方に関する特別部会」委員（2012年～）といった役職に就任している。

## 関連書籍
- 『釧路市の生活保護行政と福祉職・櫛部武俊』公人社〈自治総研ブックレット・シリーズ"自治に人あり" 5〉、2014年